# 480 pr. n. št.
Stoletja: 6. stoletje pr. n. št. - 5. stoletje pr. n. št. - 4. stoletje pr. n. št.
Desetletja: 530. pr. n. št. 520. pr. n. št. 510. pr. n. št. 500. pr. n. št. 490. pr. n. št. - 480. pr. n. št. - 470. pr. n. št. 460. pr. n. št. 450. pr. n. št. 440. pr. n. št. 430. pr. n. št.
Leta: 485 pr. n. št. 484 pr. n. št. 483 pr. n. št. 482 pr. n. št. 481 pr. n. št. - 480 pr. n. št. - 479 pr. n. št. 478 pr. n. št. 477 pr. n. št. 476 pr. n. št. 475 pr. n. št.

## Dogodki
- - bitka pri Termopilah.
- - bitka pri Artemiziju.
- - bitka pri sicilijski Salamini.
- - bitka pri Himeri.

## Rojstva
- - Evktemon, starogrški astronom (približni datum) († 410 pr. n. št.)
- - Evtokij, starogrški matematik (približni datum) († okoli 410 pr. n. št.)
- - Filolaj, starogrški matematik, filozof (približni datum) († okoli 405 pr. n. št.)
- - Gorgija, starogrški filozof (približni datum) († okoli 375 pr. n. št.)